# Villa Patria
Villa Patria, vroeger 'Conifera', op de hoek van de Julianalaan en de Generaal Van Heutzlaan is een rijksmonument in het Prins Hendrikpark van Baarn in de provincie Utrecht.
Het monument heeft een toren met spits tentdak en een lantaarn bovenin. Door de positie op de hoek van de straat lijkt het alsof Patria twee voorgevels heeft. Op de tweede verdieping van de toren is een opvallend driedelig venster gemaakt. De torenkamer is de enige torenruimte in Baarn die als volwaardige ruimte kan worden gebruikt. Bij de bouw had deze een atelierfunctie. Aan de Van Heutszlaan zijn twee erkers geplaatst, de rechtse is in 1927 gebouwd.
De hoofdingang bevindt zich in de toren aan de Julianalaan. In de lange binnengang is rechts de bordestrap. De kamer links waren voor de bewoner van het huis. De lambrisering en de deurlijsten zijn rijk versierd. De dienstvertrekken lagen rechts. In een hardstenen band staat het bouwjaar 1895.
Villa Patria is later gebruikt als herstellingsoord Belrapeire voor huismoeders en heeft nu een kantoorfunctie.